# Pigeon Falls, Wisconsin
Pigeon Falls là một làng thuộc quận Trempealeau, tiểu bang Wisconsin, Hoa Kỳ. Năm 2006, dân số của làng này là 388 người.